# رضا قهرمانی (قایقران)
رضا قهرمانی حاجی باغلوئی معروف به رضا قهرمانی (زاده ۱۰ فروردین ۱۳۷۹ در نقده آذربایجان غربی) عضو تیم ملی قایقرانی ایران در رشته روئینگ است.
قهرمانی که از سال ۱۳۹۳ فعالیت خود در تیم ملی ار آغاز کرده، تجربه کسب ۲ مدال طلا در مسابقات جوانان قهرمانی آسیا را در کارنامه خود دارد. او بعد از این قهرمانی‌ها، توانست سهمیه حضور در بازی‌های آسیایی ۲۰۱۸ جاکارتا و ۲۰۲۲ هانگژو را به‌دست آورد.

## محرومیت به دلیل دوپینگ
براساس اعلام ستاد ملی مبارزه با دوپینگ (ایران نادو)، رضا قهرمانی حاج باغلوئی از قایقرانی به دلیل مصرف ماده ممنوعه استانوزولول به مدت چهارسال (از ۲۰ شهریور ۱۳۹۸ تا  ۱۹ شهریور ۱۴۰۲) محروم شد.

## افتخارات
- یک مدال طلا و یک مدال برنز در مسابقات جوانان قهرمانی آسیا (سنگاپور ۲۰۱۸)[۹][۱۰][۱۱][۱۲]
- یک مدال طلا در مسابقات جوانان قهرمانی آسیا (کره‌جنوبی ۲۰۱۸)[۱۳][۱۴]
- حضور در بازی‌های آسیایی ۲۰۱۸ جاکارتا[۱۵]
- حضور در بازی‌های آسیایی ۲۰۲۲ هانگژو[۱۶][۱۷][۱۸][۱۹]